# Elio Verde
Elio Verde (* 10. September 1987 in Aversa) ist ein ehemaliger italienischer Judoka. 2009 gewann er Bronze bei den Weltmeisterschaften, 2010 und 2011 bei den Europameisterschaften.

## Sportliche Karriere
Der 1,65 m große Elio Verde trat bis 2012 meist im Superleichtgewicht an, der Gewichtsklasse bis 60 Kilogramm. Er war Fünfter der U20-Europameisterschaften 2005 und Siebter der U20-Weltmeisterschaften 2006. 2007 gewann er den ersten von vier italienischen Meistertiteln. 
2008 erreichte Verde das Finale bei den U23-Europameisterschaften und verlor gegen den Tschechen Pavel Petřikov. Bei den Europameisterschaften 2009 unterlag er im Halbfinale dem Russen Arsen Galstjan und im Kampf um Bronze dem Österreicher Ludwig Paischer. Zwei Monate später siegte Elio Verde bei den Mittelmeerspielen. Bei den Weltmeisterschaften in Rotterdam bezwang er im Viertelfinale Pavel Petřikov, verlor aber im Halbfinale gegen den Japaner Hiroaki Hiraoka. Im Kampf um Bronze bezwang er den Georgier Nestor Chergiani.
2010 unterlag Verde im Halbfinale der Europameisterschaften in Wien dem Franzosen Sofiane Milous, den Kampf um Bronze gewann er gegen den Armenier Howhannes Dawtjan. Bei den Weltmeisterschaften in Tokio unterlag Verde im Viertelfinale dem Usbeken Rishod Sobirov und später im Kampf um Bronze dem Russen Arsen Galstjan. Galstjan gewann auch das Viertelfinale bei den Europameisterschaften 2011 in Istanbul. Mit Siegen in der Hoffnungsrunde gegen İlqar Müşkiyev aus Aserbaidschan und den Deutschen Tobias Englmaier erkämpfte Verde eine Bronzemedaille. 2012 belegte Elio Verde den siebten Platz bei den Europameisterschaften. Bei den Olympischen Spielen in London bezwang Elio Verde im Viertelfinale Howhannes Dawtjan und verlor im Halbfinale gegen Hiroaki Hiraoka. Im Kampf um Bronze unterlag er dem Brasilianer Felipe Kitadai. 
Nach den Olympischen Spielen wechselte Verde endgültig ins Halbleichtgewicht, die Gewichtsklasse bis 66 Kilogramm. Seine beste Platzierung in den nächsten Jahren war der siebte Platz bei den Weltmeisterschaften 2015. Ende 2017 beendete er seine Karriere als Aktiver und wurde Judotrainer.